# Giertos
Giertos är en sjö i Arjeplogs kommun i Lappland och ingår i Umeälvens huvudavrinningsområde. Sjön har en area på 2,17 kvadratkilometer och ligger 741 meter över havet. Giertos ligger i Tjålmejaure Natura 2000-område.

## Delavrinningsområde
Giertos ingår i det delavrinningsområde (734708-151672) som SMHI kallar för Utloppet av Giertos. Medelhöjden är 845 meter över havet och ytan är 15,14 kvadratkilometer. Det finns ett avrinningsområde uppströms, och räknas det in blir den ackumulerade arean 15,2 kvadratkilometer. Vattendraget som avvattnar avrinningsområdet har biflödesordning 5, vilket innebär att vattnet flödar genom totalt 5 vattendrag innan det når havet efter 469 kilometer. Avrinningsområdet består mestadels av kalfjäll (85 procent). Avrinningsområdet har 2,32 kvadratkilometer vattenytor vilket ger det en sjöprocent på 15,3 procent.